# Jerry Egger
Jerome (Jerry) L. Egger (Paramaribo, noviembre de 1955) es un historiador de Surinam. 
Egger estudió inglés e historia en el Instituto de Formación de Maestros (IOL) en Paramaribo. Ganó una beca Fulbright, que le permitió estudiar historia en la Universidad Tulane en Nueva Orleans (Luisiana, Estados Unidos), donde obtuvo su Master in Arts. Trabaja en su Doctorado (PhD) en la Universidad Internacional de Florida en Miami (Florida). Es docente y coordinador de programa asociado en la Universidad Anton de Kom en Paramaribo. 
Jerry Egger ha publicado en diversas publicaciones: "Kala", "SWI-Forum", "Communications of the Suriname Museum", "Mutyama", "Journal of Social Sciences", "Oso", "Compass". En "De Ware Tijd Literair" escribe sobre Historia del Caribe y Literatura del Caribe. Ha trabajado en la reimpresión de la "Historia de Surinam: de las tribus al Estado" (1998). Durante la década de 1980 fue uno de los fundadores de la "Fundación para la Información Científica", SWI, en Paramaribo. 

## Publicaciones
- In veilige haven: twintig jaar N.V. Havenbeheer, 1971-1991: een gedenkboek (1991, red. con Jules Sedney y Jack Menke)
- Het Nederlands-Surinaams ontwikkelingsverdrag 1975-1990: vijftien jaar ontwikkelingssamenwerking tussen ongelijkwaardige partners (ca. 1991, con Jack Menke y Satcha Jhabbar)
- Guyana vanaf de eeuwwisseling tot de verkiezingen van 5 oktober 1992 (1993, con Jack Menke)
- Relations between Suriname and the United States in the 20th century (1995)
- De erfenis van de slavernij (1995, con Maurits Hassankhan y Lila Gobardhan-Rambocus)
- De geschiedenis van de scheepvaart in Suriname (2003, con André Loor)
- Een Liber Amicorum voor André Loor (2006, red. y otros)

- Datos: Q2173737